# Labopella
Labopella is een geslacht van wantsen uit de familie van de Miridae (blindwantsen). Het geslacht werd voor het eerst wetenschappelijk beschreven door Harry Hazelton Knight in 1929.

## Soorten
Het genus is monotypisch en bevat alleen de volgende soort:

- Labopella claripennis Knight, 1929